# Сожон
Сожо́н (фр. Saujon) — коммуна во Франции, находится в регионе Пуату — Шаранта. Департамент коммуны — Шаранта Приморская. Входит в состав кантона Сожон. Округ коммуны — Сент.
Код INSEE коммуны — 17421.

## Население
Население коммуны на 2010 год составляло 6796 человек.
| 1962 | 1968 | 1975 | 1982 | 1990 | 1999 | 2010 |
| ---- | ---- | ---- | ---- | ---- | ---- | ---- |
| 3428 | 3801 | 4426 | 4777 | 4891 | 5395 | 6796 |